# Amjad Abu Alala
Amjad Abu Alala, arab. أمجد أبو العلا (ur. w Dubaju) – sudański reżyser, scenarzysta i producent filmowy.

## Życiorys
Urodzony w rodzinie sudańskich emigrantów w Zjednoczonych Emiratach Arabskich, gdzie studiował komunikację medialną. Od 2004 tworzył filmy krótkometrażowe.
Zasłynął swoim fabularnym debiutem Umrzesz, mając 20 lat (2019), którym wprowadził kinematografię sudańską na międzynarodowe salony. Obraz, zanurzony w tradycji i kulturze jego rodzinnego kraju, zdobył m.in. Nagrodę im. Luigiego De Laurentiisa za najlepszy debiut reżyserski na 76. MFF w Wenecji i był pierwszym w historii oficjalnym kandydatem Sudanu do Oscara dla najlepszego filmu nieanglojęzycznego.